# Саркома Капоши

Саркома Капоши на носу

Сарко́ма Ка́поши (ангиосаркома Капоши или множественный геморрагический саркоматоз) представляет собой множественные злокачественные новообразования дермы (кожи). Впервые описана венгерским дерматологом Морицем Капоши и названа его именем.

## Причины и распространение
Распространённость этого заболевания в целом невелика, однако саркома Капоши занимает первое место среди злокачественных новообразований, поражающих больных ВИЧ-инфекцией, достигая цифр 40—60 %.
Вирус герпеса 8-го типа (HHV-8, ВГЧ-8, KSHV) обнаруживается практически у 100 % пациентов, страдающих саркомой Капоши.
К группам риска по развитию саркомы Капоши относятся:
- ВИЧ-инфицированные мужчины;
- пожилые мужчины средиземноморского происхождения;
- лица из экваториальной Африки;
- лица с пересаженными органами (реципиенты).

## Патологическая анатомия
Обычно опухоль имеет пурпурную окраску, но цвет может иметь различные оттенки: красный, фиолетовый или бурый. Опухоль может быть плоской или слегка возвышаться над кожей, представляет собой безболезненные пятна или узелки. Почти всегда располагается на коже, реже — на внутренних органах. Саркома Капоши часто сочетается с повреждением слизистой нёба, лимфоузлов. Течение заболевания медленное. Обнаружение саркомы Капоши при ВИЧ-инфекции даёт основание для постановки диагноза СПИД.
Гистологическая структура опухоли характеризуется множеством хаотично расположенных тонкостенных новообразованных сосудов и пучков веретенообразных клеток. Характерна инфильтрация опухоли лимфоцитами и макрофагами. Сосудистый характер опухоли резко увеличивает риск кровотечений. Однако делать биопсию при подозрении на саркому Капоши вовсе не обязательно. Саркома Капоши — особый вид опухоли, который часто не требует не только верификации диагноза, но и его лечения. Это может показаться странным на первый взгляд. Такая ситуация связана с тем, что поставить безошибочный диагноз можно и без биопсии, а изолированное лечение саркомы Капоши крайне редко даёт полное исцеление. Более того, лечение саркомы Капоши (в силу своей связи с причинными факторами основного заболевания) обычно является паллиативным, то есть направленным лишь на уменьшение симптомов заболевания.

## Клиника
Классификация:
- Классический тип
- Эндемический тип
- Эпидемический тип
- Иммунно-супрессивный тип

### Классический тип
Распространён в Центральной Европе, России и Италии. Излюбленные локализации саркомы Капоши классического типа — это стопы, боковые поверхности голени, поверхности кистей. Очень редко на слизистых оболочках и веках. Очаги поражения обычно симметричны, асимптомны, но редко могут быть зуд и жжение. Границы очагов, как правило, чёткие.
Различают 3 клинические стадии:
1. Пятнистая. Самая ранняя стадия. Пятна на этой стадии красновато-синюшного или красновато-бурого цвета диаметром от 1 мм до 5 мм, неправильной формы. поверхность гладкая.
2. Папулёзная. Элементы в эту стадию сферической или полусферической формы, плотно-эластичной консистенции, от 2 мм до 1 см в диаметре, причём чаще они изолированные. При слиянии образуют бляшки уплощённой или полушаровидной формы. Поверхность бляшек гладкая или шероховатая (по типу апельсиновых корок).
3. Опухолевая. На этой стадии происходит образование единичных или множественных узлов. Диаметром от 1—5 см, красно-синюшного или синюшно-бурого цвета. Мягкие или плотно-эластической консистенции, сливающиеся и изъязвляющиеся.

### Эндемический тип
Распространён в основном у жителей Центральной Африки. Начинается преимущественно в детском возрасте, пик заболеваемости приходится на первый год жизни ребёнка. Как правило, поражаются внутренние органы и главные лимфоузлы. Кожные поражения редки и минимальны.

### Эпидемический тип
Эта саркома Капоши, ассоциированная со СПИДом, является наиболее достоверным симптомом ВИЧ-инфекции. Характерен молодой (до 37 лет) возраст, яркость окраски и сочность высыпных элементов. Необычна и локализация опухолей: на кончике носа и слизистых оболочках, на твёрдом нёбе и верхних конечностях. Отмечается быстрое течение заболевания с обязательным вовлечением лимфоузлов и внутренних органов.

### Иммуносупрессивный тип
Протекает, как правило, хронически и доброкачественно. Развивается после пересадки почки, после которой назначаются особые типы иммуносупрессоров. При отмене препаратов наступает регресс заболевания. Внутренние органы вовлекаются редко.

## Лечение
Лечение саркомы Капоши может быть местным и системным. Местная терапия включает в себя аппликации 30 % мази проспидина, лучевые методы, криотерапию, инъекции в опухоль химиотерапевтических препаратов, аппликации с динитрохлорбензолом, инъекции в опухоль интерферона альфа и некоторые другие методы. Основными показаниями для облучения являются крупные или болезненные очаги, а также попытка добиться косметического эффекта. Иногда лечение саркомы Капоши может сопровождаться изъязвлением ткани, что очень опасно из-за возможности инфицирования на фоне иммунодефицита.
Системное лечение саркомы Капоши возможно при наличии иммунологически благоприятных факторов (например, большое количество CD4 клеток) на фоне бессимптомного течения заболевания. В данном случае увеличиваются шансы на излечение. Но больные с плохим прогнозом заболевания также могут рассматриваться в качестве кандидатов на лечение. В этом случае проводится системная полихимиотерапия или паллиативная монохимиотерапия. Опасность применения полихимиотерапии при иммунодефиците связана с токсическим влиянием химиопрепаратов на костный мозг, особенно на фоне препаратов, применяемых для лечения ВИЧ-инфекции.

## Прогноз
При должном лечении и раннем обнаружении  в течение 5 лет выживает 72% пациентов.